# N/A (小説)
『N/A』（エヌエー）は、年森瑛による小説。第127回文學界新人賞の受賞作である。

## 概要
タイトルの「N/A」とは、「not applicable（該当なし）」、「not available（使用不可）」の2つの意味を持つ言葉である。
SNSや検索エンジンといった、インターネット上のやり取りが多く描写されている。また、性的少数者の視点も交えた社会的マイノリティもテーマの一つとなっている。
2022年4月7日に発売された『文學界』2022年5月号に、第127回文學界新人賞受賞作として掲載された。
2022年6月22日、文藝春秋より単行本として刊行された。

## あらすじ
高校2年生の松井まどかは、月経で自分の体内から出血することを嫌悪していた。中学校の時に配布された保健室だよりで、低体重になると月経が止まることを知って以来、炭水化物を抜くなど食事を制限する生活を続けている。体重は、13歳から40キロ弱を維持し、通っている女子高では「王子様」と担ぎ上げられていた。
「かけがえのない他人」を探しているまどかは、教育実習のためやって来たうみちゃんと知り合う。恋愛の対象としてまどかに接近してきたうみちゃんに対し、まどかは「他の人では代替不可能な関係」になれるならと「お試し」で付き合うことにした。
しかし、友人の翼沙から、うみちゃんがTwitterで特別な関係としてまどかのことをツイートしていることを知り、まどかは不快感を覚える。そして、うみちゃんに対し、LINEで今までの投稿を削除するよう要求する。

## 評価
第127回文學界新人賞では、選考委員である青山七恵、東浩紀、金原ひとみ、長嶋有、中村文則、村田沙耶香の満場一致で受賞した。
その中の東浩紀は、「安易なマイノリティ表現への違和感の表明であり、同時にそのような表明の安易さへの批判でもあるという点で、まさにいま求められる文学なのではないか。」と評した。
一方、第167回芥川賞・第36回三島賞の候補作となったが、受賞はならなかった。